# 松上げ

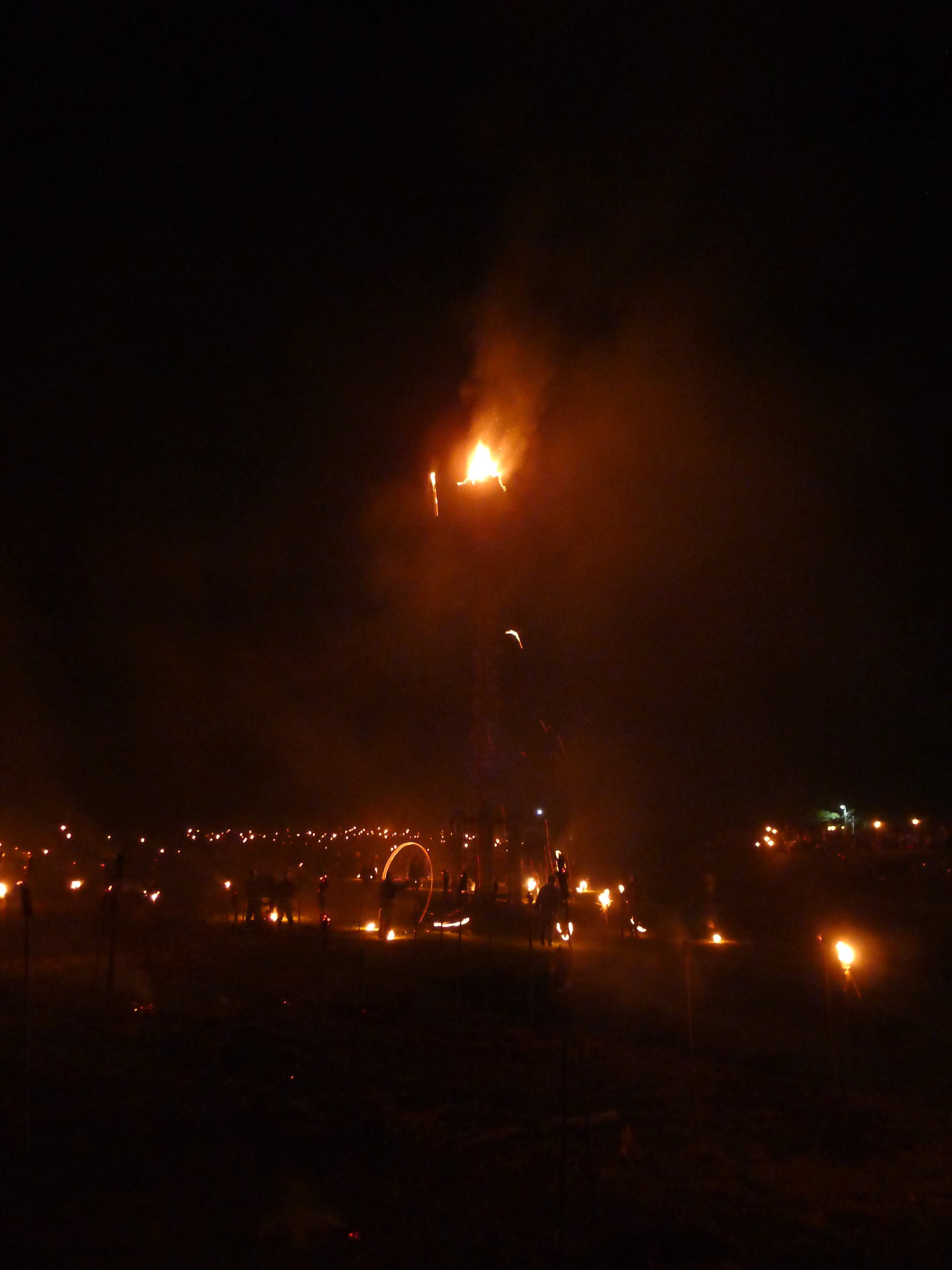
広河原の松上げ

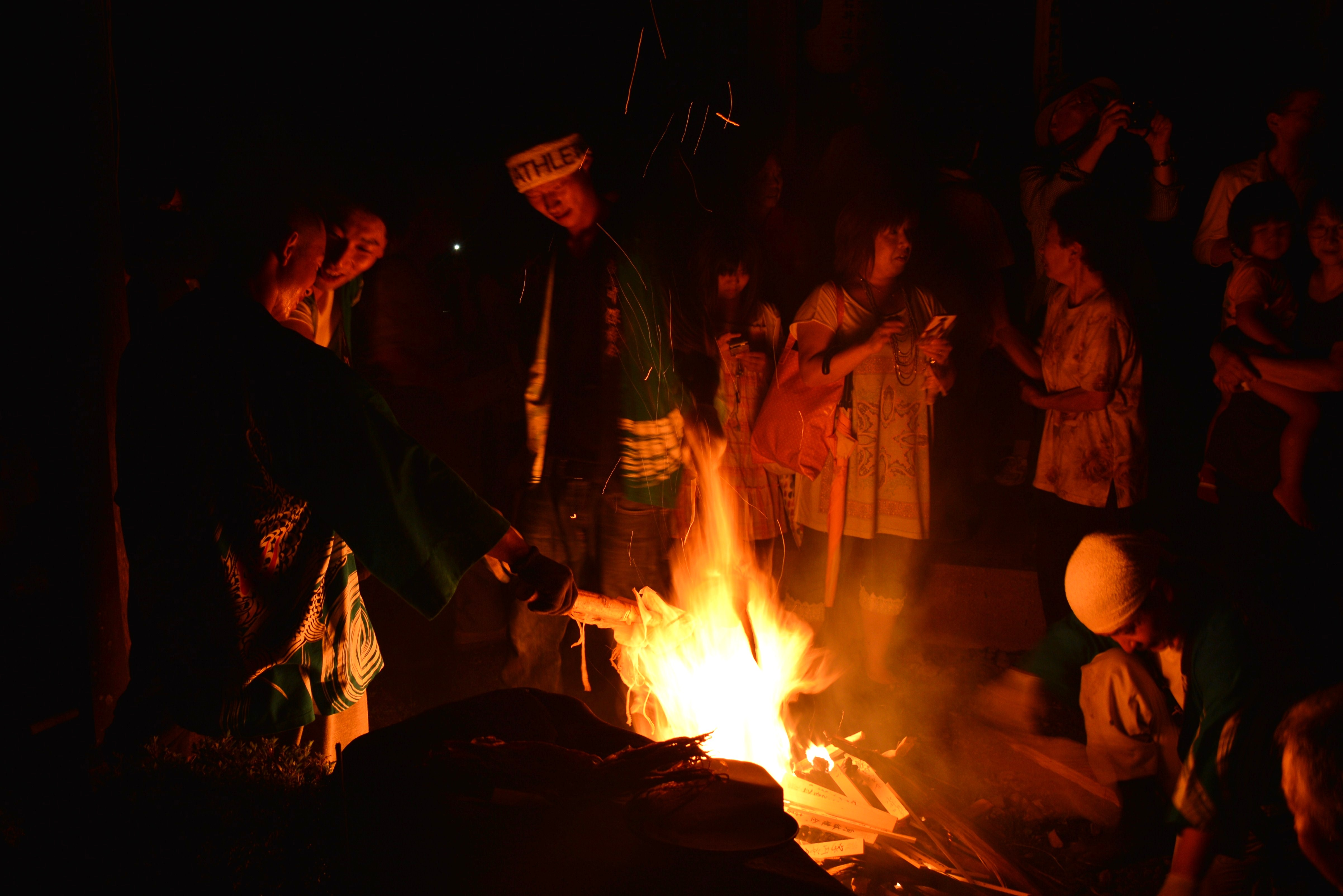
雲ケ畑の松上げ（終い火）

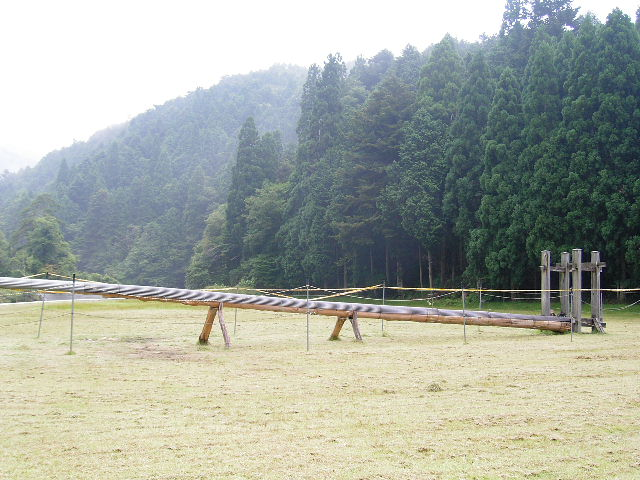
花脊松上げの柱松

松上げ（まつあげ）は京都～丹波～若狭（若狭街道）にかけてお盆の時期（概ね8月24日の地蔵盆）に行われる火祭りで、「松上げ祭り」「松上げ神事」とも呼ばれ、地域によっては上げ松ともいう。
総体的に山間部に多く伝承されており、山火事を恐れ、火伏（防火）にご利益がある京都市右京区の愛宕神社を崇拝する愛宕信仰に端を発するとされ、地域によって多少所作の違いはあるが、巨大な松明に見立てた「柱松（御柱）」という立てた長棒の上部に「笠」という受け籠を取り付け、松明を投げ入れ着火し、最後に柱を倒して終わるのが一般的な形式。柱の周囲に「地松」という松明を灯して結界としたり、笠に最初に火を点ける「一番点火」を競い合ったり、柱が倒れた後に種火や炭をもらい受けたりとの違いがある。また、基本的には男性のみの催事で、服喪中や出産があった家からは参加不可の決まりもあるが、人手不足から禁忌を解く地域もある。
松上げ（上げ松）の開催地と開催日

- 雲ケ畑松上げ；京都市北区雲ケ畑－8月24日
- 久多宮の町松上げ；京都市左京区久多－8月23日
- 花脊の松上げ；京都市左京区花脊八桝町－8月15日（以前は8月24日）
- 広河原松上げ：京都市左京区広河原－8月24日
- 小塩の上げ松：京都市右京区京北小塩町－8月23日に近い土曜日
- 鶴ヶ岡の上げ松；南丹市美山町－8月24日
- 盛郷の上げ松；南丹市美山町－8月24日
- 川合の上げ松；南丹市美山町－8月24日
- 殿の上げ松；南丹市美山町－8月24日
- 芦生の上げ松；南丹市美山町－8月24日
- 牧山の松明；南丹市美山町－8月24日
- 名田庄村の松上げ（福谷の大火勢）；福井県大飯郡おおい町－8月23・24日
- 小浜の松上げ；福井県小浜市の南川河原（滝谷・西相生）－8月23日

2020年（令和2年）は新型コロナウイルス感染症の流行のため開催が一部を除いて中止となった。

## 映像資料[編集][編集]
公益財団法人京都市文化観光資源保護財団と京都市文化財保護課による「京都の歴史と文化 映像ライブラリー」において記録映像が公開されている。
- 京都の松上げ行事 ー久多・雲ヶ畑ー　29分24秒 製作年月：昭和64年（1989）1月  製作：京都市文化観光局（企画）  制作：ＫＢＳ京都、アート・プラザ